# Kajsa Roth
Kajsa Roth (* 7. März 2006) ist eine schwedische Leichtathletin, die sich auf den Stabhochsprung spezialisiert hat.

## Sportliche Laufbahn
Erste internationale Erfahrungen sammelte Kajsa Roth im Jahr 2023, als sie bei den U20-Europameisterschaften in Jerusalem mit übersprungenen 3,90 m den achten Platz belegte. 2025 belegte sie bei den U20-Europameisterschaften in Tampere mit 4,30 m den fünften Platz.
2025 wurde Roth schwedische Meisterin im Stabhochsprung im Freien sowie 2024 und 2025 in der Halle.